# Тоннуа
Тоннуа́ (фр. Tonnoy) — коммуна во французском департаменте Мёрт и Мозель, региона Лотарингия. Относится к кантону Сен-Николя-де-Пор.

## География

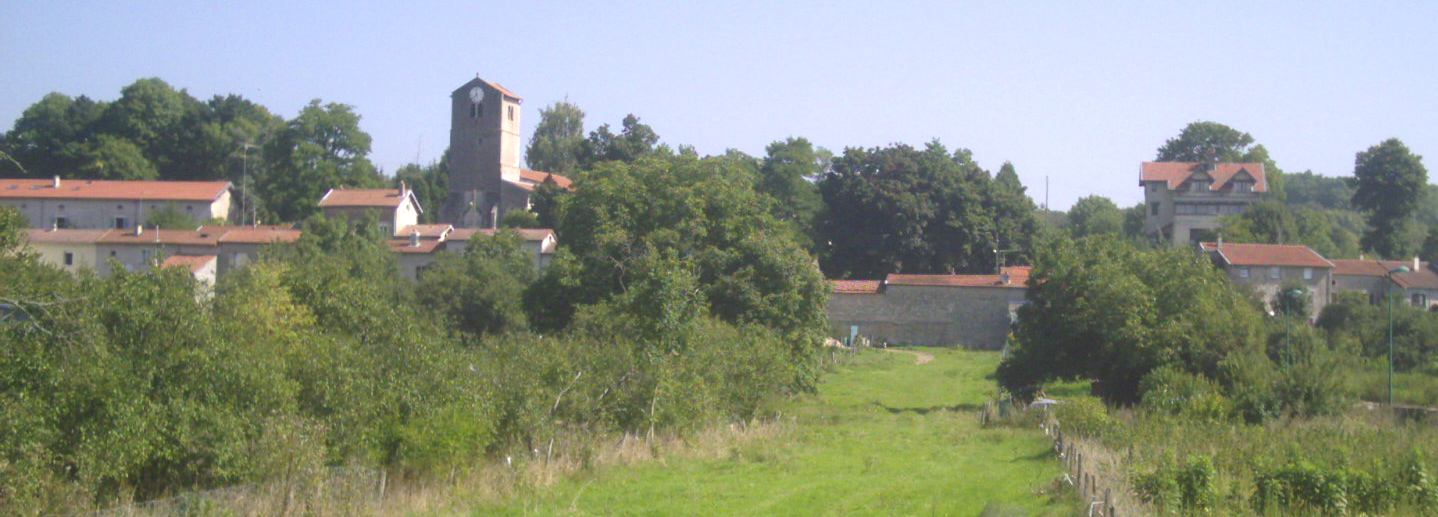
Панорама Тоннуа.

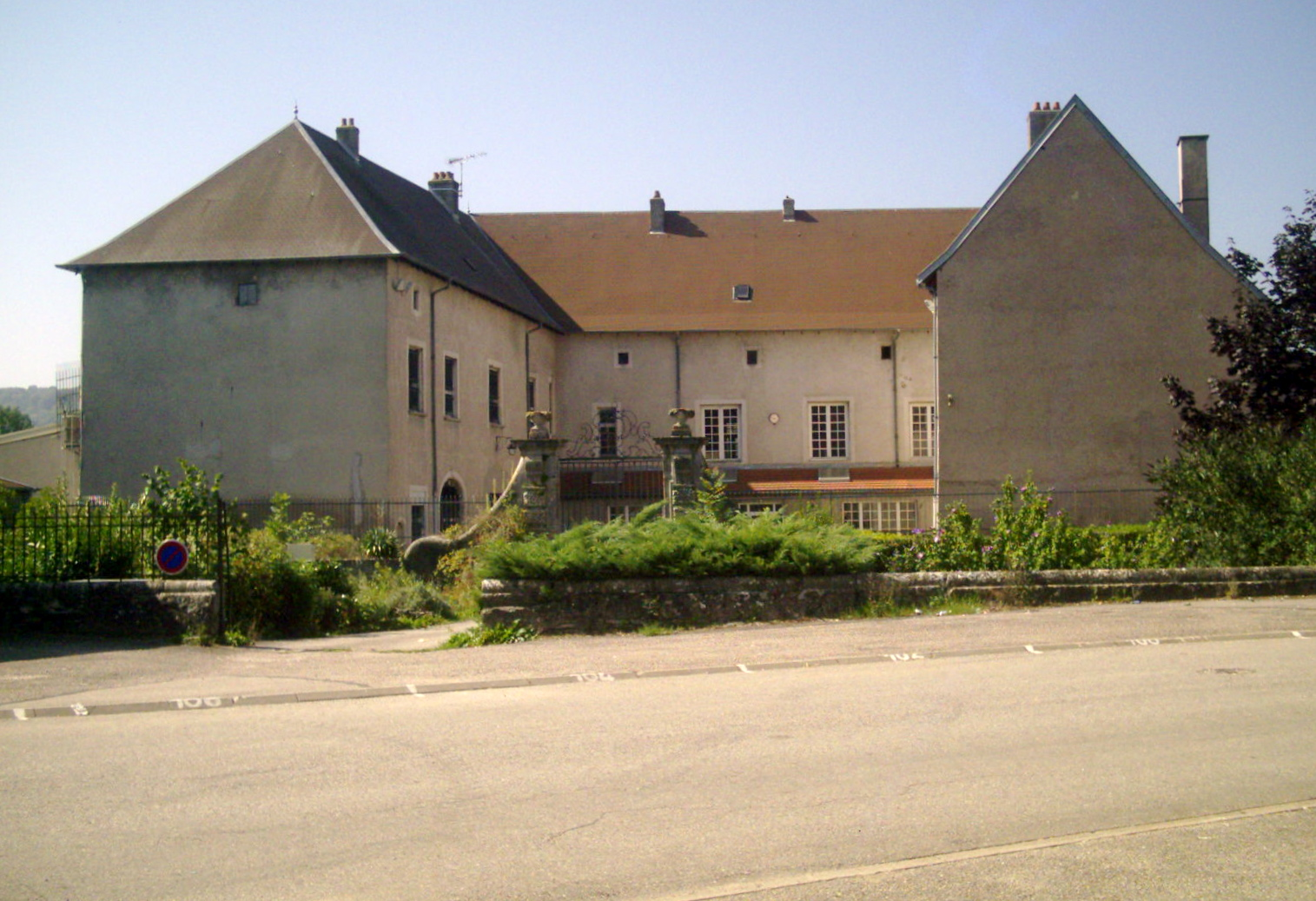
Замок Тоннуа (XIV век).

Тоннуа расположен в 17 км к югу от Нанси. Соседние коммуны: Феррьер, Саффе, Виньёль и Барбонвиль на востоке, Вель-сюр-Мозель и Кревешам на юге, Флавиньи-сюр-Мозель на северо-западе.

## Демография
Население коммуны на 2010 год составляло 740 человек.
| 1962 | 1968 | 1975 | 1982 | 1990 | 1999 | 2010 |
| ---- | ---- | ---- | ---- | ---- | ---- | ---- |
| 395  | 377  | 428  | 575  | 607  | 638  | 740  |